# 탈구
관절 탈구(중국어: 關節脫臼; 문화어: 뼈어김; 영어: joint dislocation) 또는 탈구(영어: luxation, 어긋남, 전위, 이탈)란 관절을 형성하는 뼈들이 제자리를 이탈하는 현상을 말한다. 흔히 인대나 근육에 과도한 압력이 가해졌을 때 발생하게 된다. 관절 표면이 공기에 노출되지 않은 경우를 '단순탈구', 관절 위 피부가 파괴되거나 뼈가 피부를 뚫고 나와 관절 표면이 공기에 노출된 경우를 '복합탈구'라 한다. 또한 원인에 따라서는 선천적으로 관절에 이상이 있는 '선천적 탈구'와 외력에 의한 '외상적 탈구', 관절의 염증이나 종양에 의한 '특발성 탈구', 같은 위치에 반복적으로 탈구가 일어나는 '습관성 탈구'가 있다. 단순탈구는 손이나 기구를 이용한 물리적 방법으로 뼈를 제자리로 돌려준 뒤 완전히 치유될 동안 관절을 고정하는 방식으로 치유가 가능하나, 습관성 탈구와 선천성 탈구의 경우 대개 관절 수술이 요구된다. 탈구로 인한 가장 흔한 증상은 환부가 붓고 열이 나며 통증이 발생하는 것이지만 심할 경우 신경 손상이나 혈관, 내장기 손상도 동반할 수 있다. 탈구가 자주 일어나는 관절부위는 어깨, 팔, 손가락, 턱 등이 있다.

## 같이 보기
- 손상
- 물리치료